# Прадилья, Франсиско
Франси́ско Пради́лья-и-Орти́с (исп. Francisco Pradilla y Ortiz; 24 июля 1848, Вильянуэва-де-Гальего, Арагон — 1 ноября 1921, Мадрид) — испанский исторический живописец, директор Музея Прадо в 1896—1898 годах.

## Жизнь и творчество
Франсиско Прадилья-и-Ортис родился в Вильянуэва-де-Гальего в 1848 году. Первоначально изучал рисунок в Сарагосе, у двух театральных художников, создававших эскизы костюмов и декорации. Затем он обучался в Королевской академии изящных искусств Сан-Фернандо. В 1863 году приехал в Мадрид, где изучал работы старых мастеров и учился в Академии акварелистов. В 1874 году стал одним из первых студентов в новой Испанской академии в Риме) будучи выбран вместе с Кастро Пласенсия, Хайме Морера и Алехандро Феррант-и-Фишермансом и под руководством Альфредо Серри.
Первой значительной работой Ф. Прадильи была картина «Похищение сабинянок». В 1878 году написал картину «Донья Хуана Безумная» (исп. Doña Juana la Loca), за которую удостоился почётной медали на Национальной экспозиции изящных искусств (1878) и почётной медали на Парижской Всемирной выставке 1878 года. По заказу городского совета Сарагосы в 1879 году написал две картины: Альфонсо I Воитель (исп. Alfonso el Batallador) и Альфонсо X Мудрый (исп. Alfonso X el Sabio). Наиболее удачной является крупноформатное полотно Сдача Гранады Их испанским Величествам Изабелле и Фердинанду, написанное в 1882 году и награждённое первой медалью на мюнхенской Международной художественной выставке (1883). Эта работа отличается особой тонкостью исполнения и живостью изображённых на ней характеров.
Кроме таких больших масштабных исторических полотен часто обращался к жанровой живописи малых форм, на которых можно увидеть живописные сценки из испанского народного быта. В Музее Кармен Тиссен находится картина Галисийские прачки (1887), где художник изображает обыденную сцену группы женщин, занятых стиркой белья в поле.
Также Прадилья был директором Королевской Академии Испании в Риме, однако через два года отказался от этого поста будучи разочарован огромной бюрократией, которая мешала его руководству, а также невозможностью посвятить себя живописи. Тем не менее, 3 февраля 1896 года он принял предложение стать директором Музея Прадо, пробыв в этой должности до 1898 года. Он написал более 1000 картин.

## Галерея

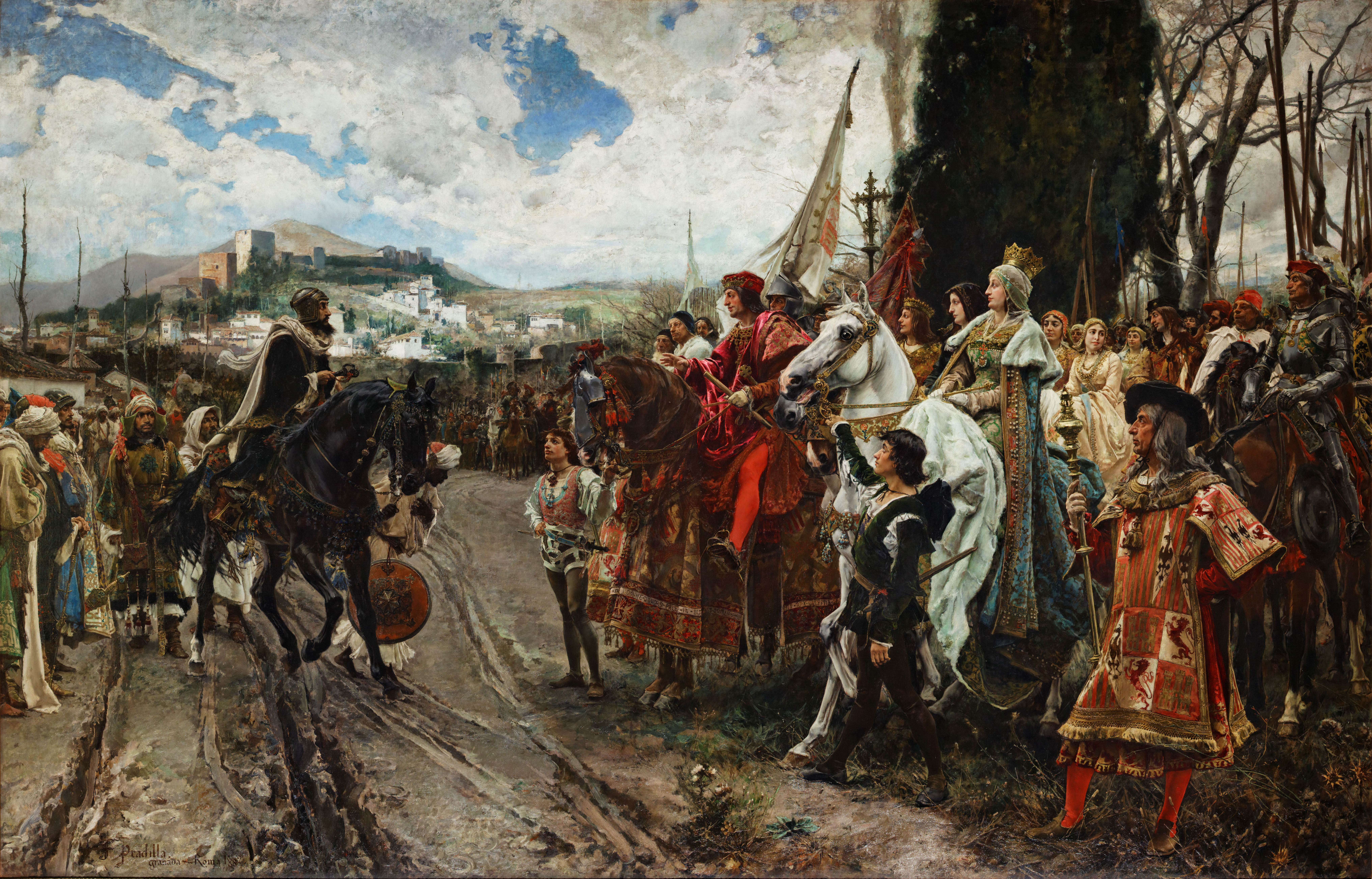
Сдача Гранады Их испанским Величествам[1] Изабелле и Фердинанду / La Rendición de Granada (1882)
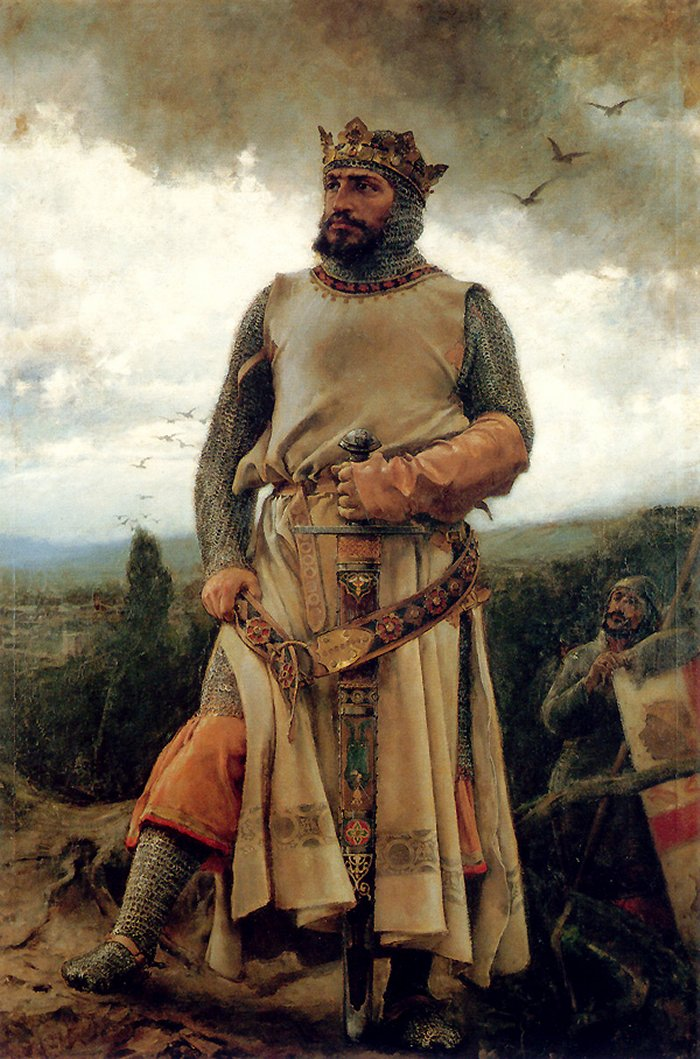
Альфонсо, I Воитель / Alfonso I el Batallador (1879)
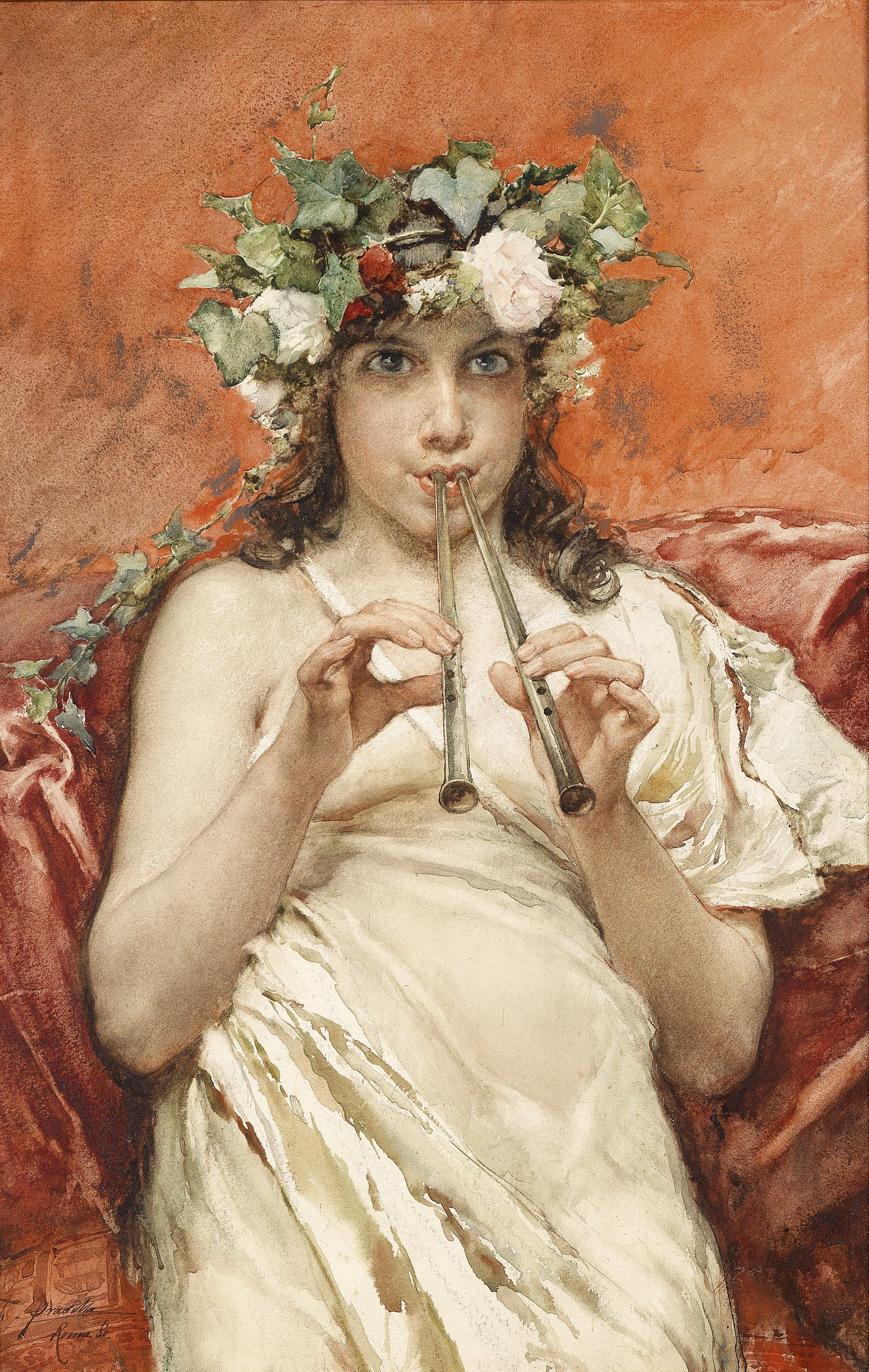
Мальчик, играющий на флейте (1880)
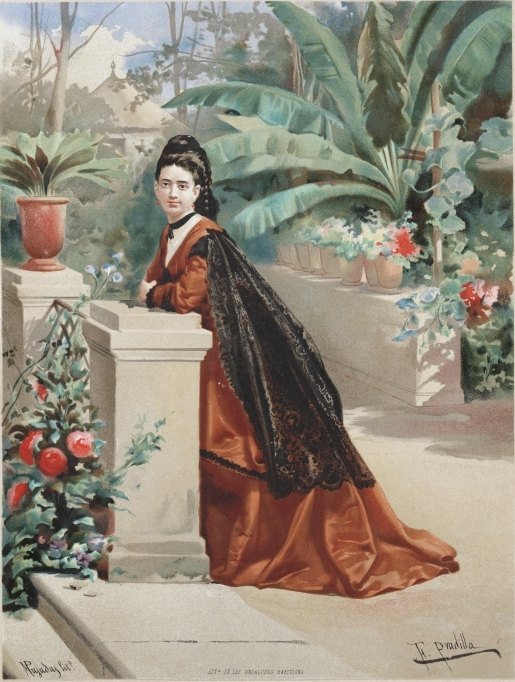
Женщина из Монтевидео
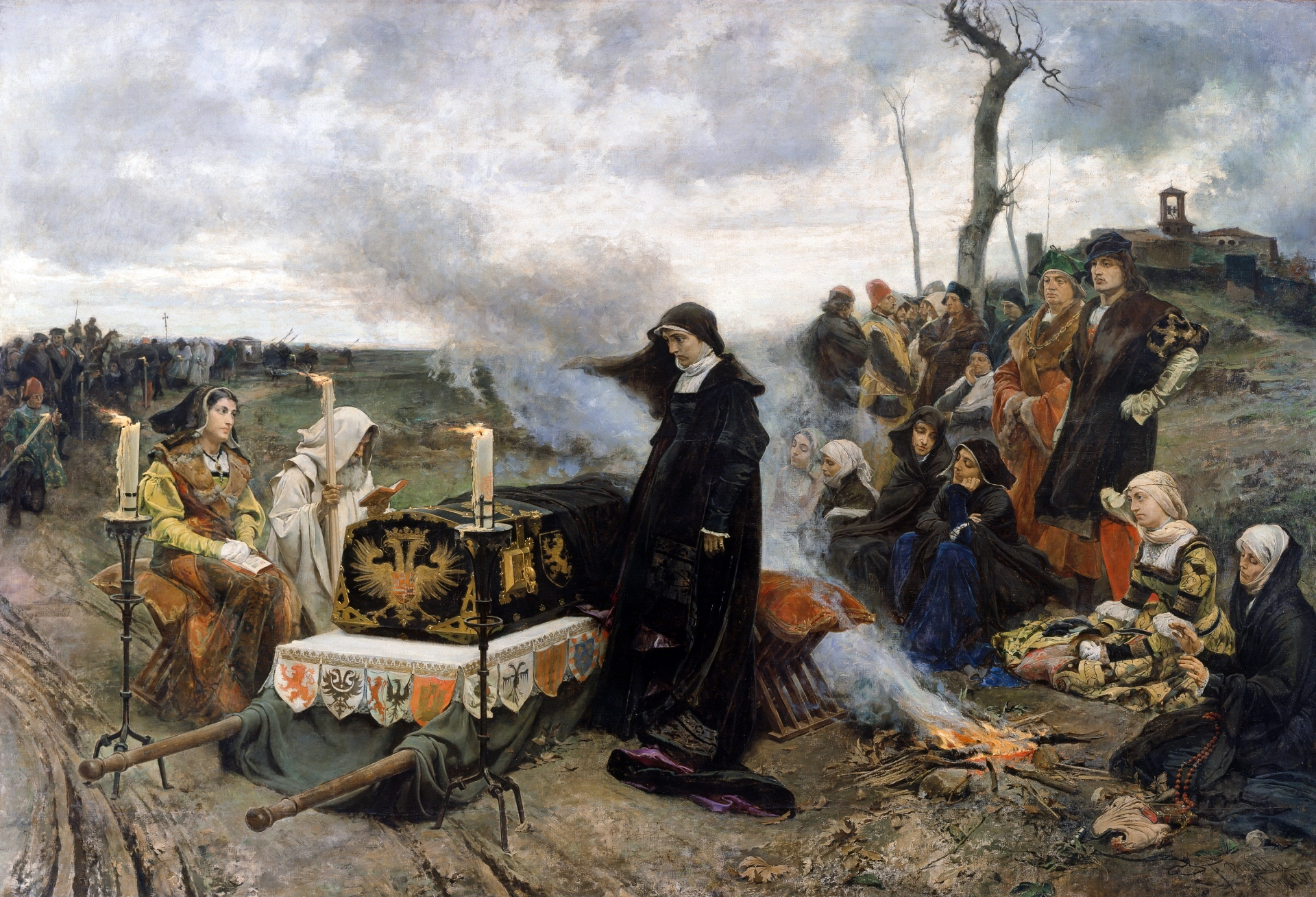
Донья Хуана Безумная/Doña Juana la Loca (1878)
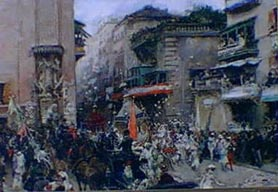
Римский карнавал
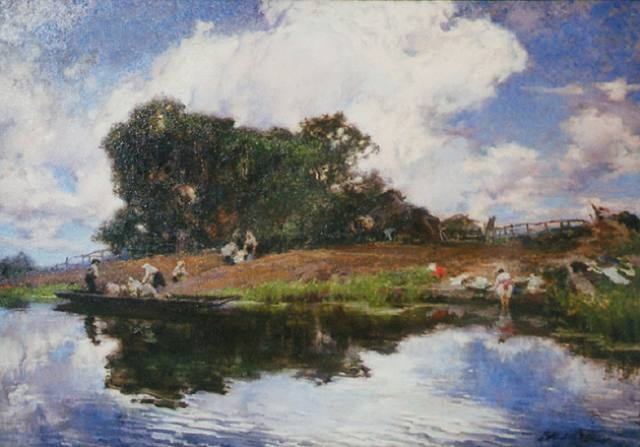
Утро
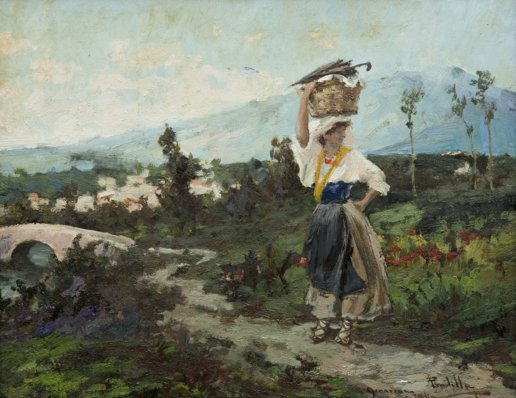
Крестьянка
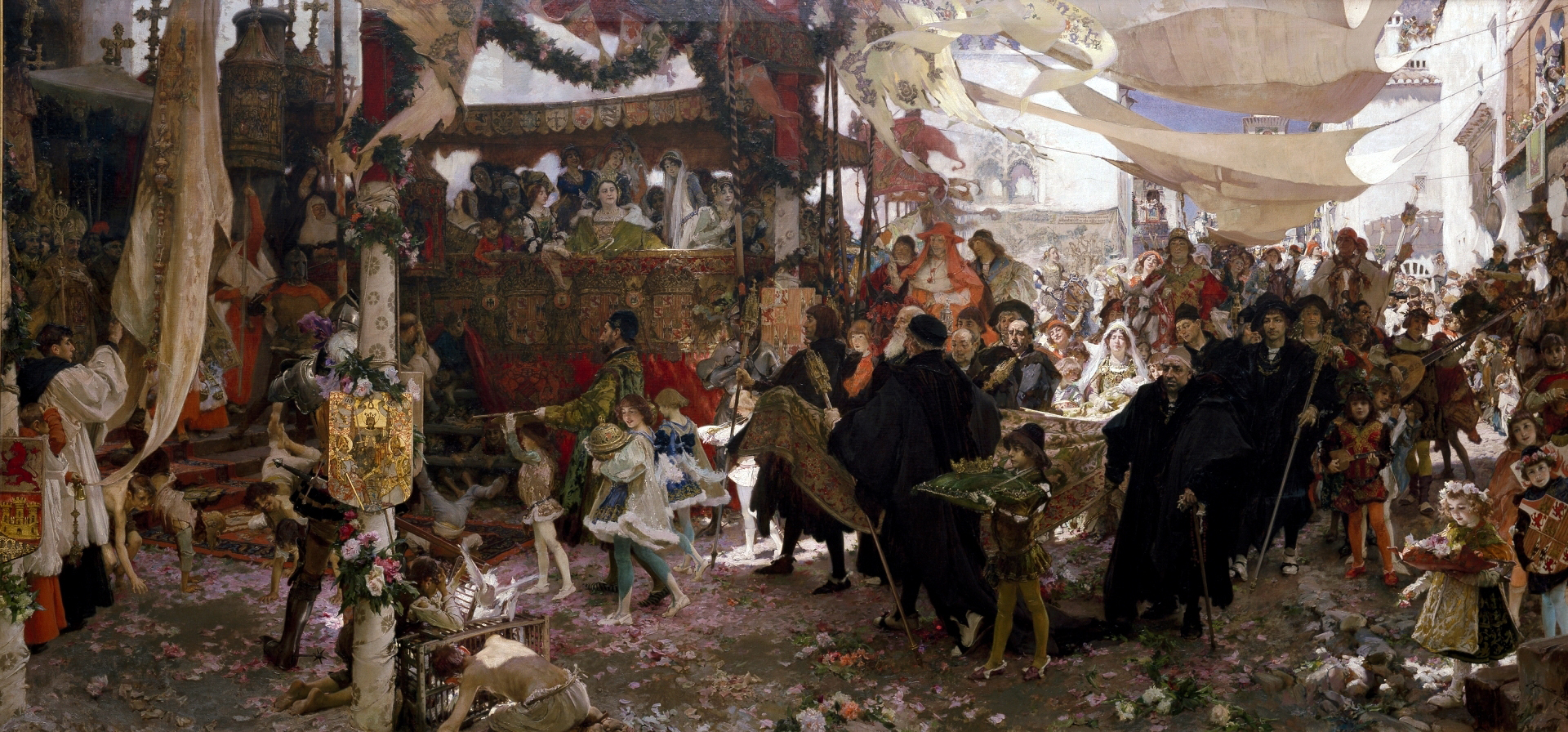
Крестильный кортеж принца Дона Хуана, сына Католических королей на улицах Севильи / Cortejo del bautizo del príncipe don Juan, hijo de los Reyes Católicos, por las calles de Sevilla (1910)
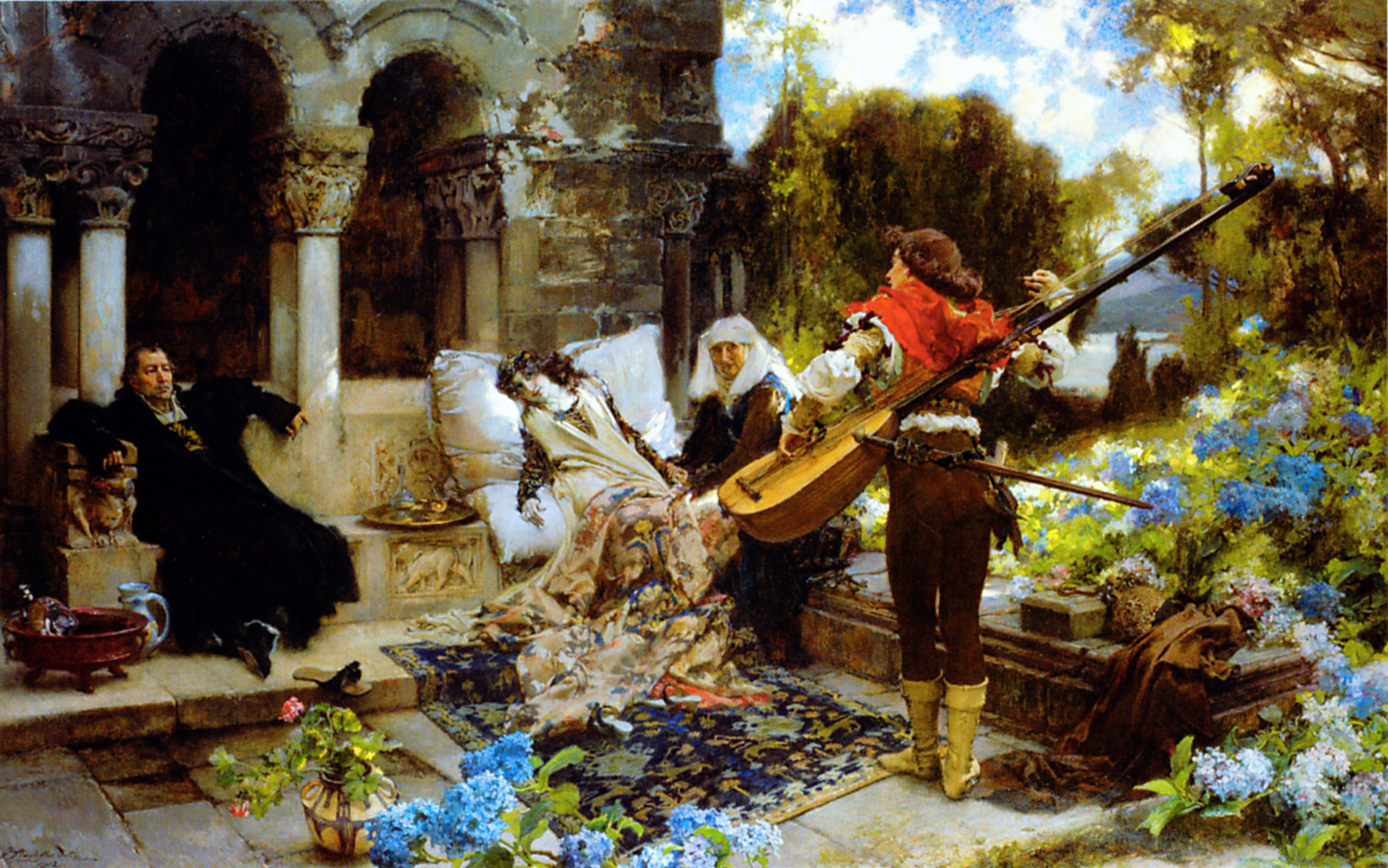
Страсти любви (1912)